# Apontador laser

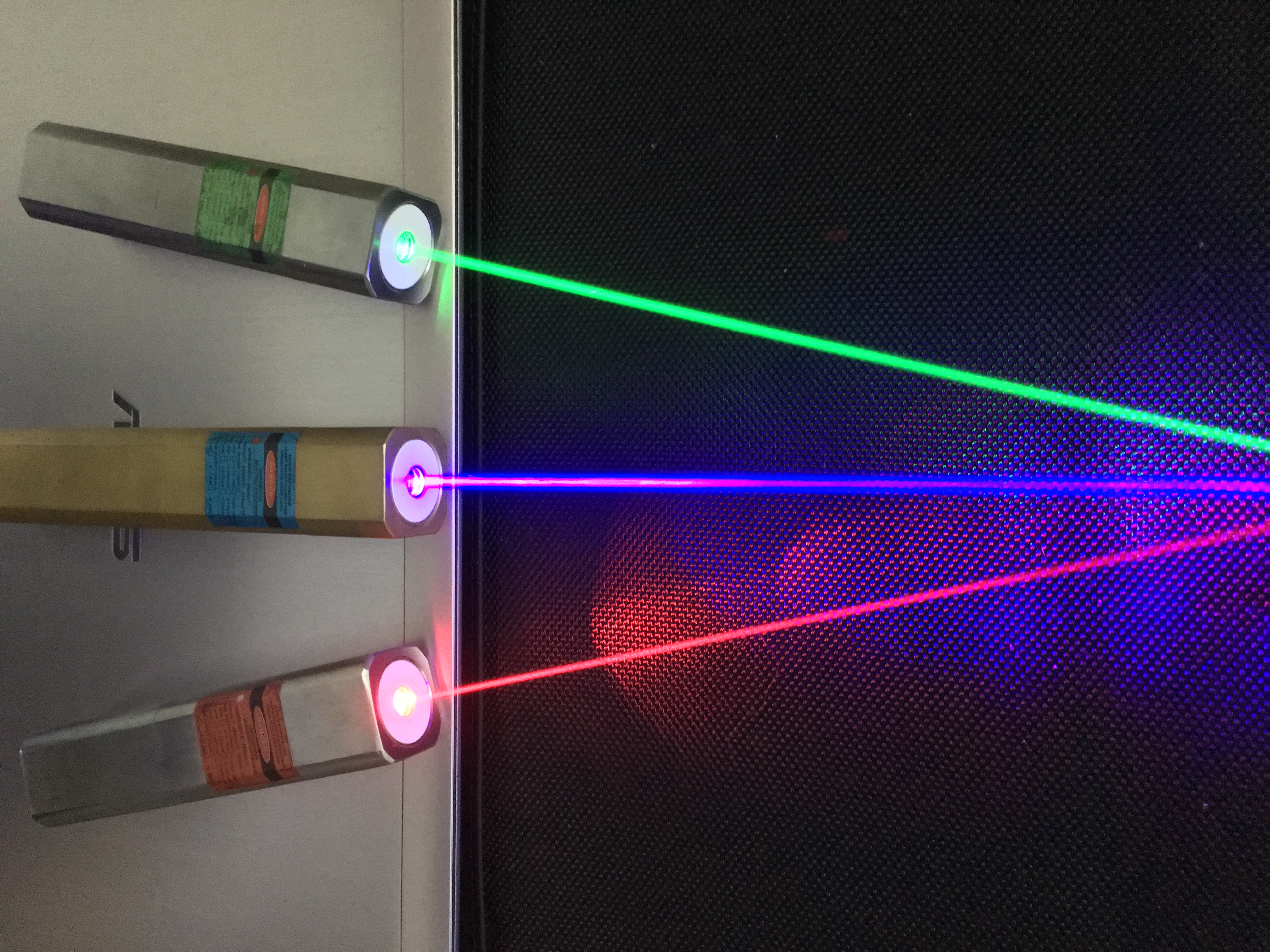
Apontador laser

Apontador laser, também chamado de caneta laser, é um dispositivo portátil (opera com bateria como sua fonte de energia) que emite radiação Laser de baixa potência, na classe IIIa (com 1 até 5 mW de potência). Amplamente usado por professores, para apontar para telas de projetores, ou por astrônomos, para apontar as estrelas para outras pessoas. Apontadores laser são muito vendidos, porém em alguns países são proibidos ou limitados a classe. Exemplo no Brasil só são permitidos até classe II. As cores mais comuns do laser são azul, verde e vermelho. Porém o verde é a cor mais complexa e brilhante, devido a grande sensibilidade do olho a comprimentos de onda de 520-570 nanômetros. Existe também o infravermelho que tem seu feixe invisível. 
O apontador laser mais potente tem 1000 mW e o mais brilhante (distância da luz) tem sua luz vista a 82 milhas (132 quilômetros). Existem lasers que retratam imagens ou palavras etc, no seu feixe, para festas, eventos, etc. Apontadores de lasers também são usados em armas para que o atirador, policial, soldado, etc. enxergar onde atirar quando estiver no escuro. Geralmente estão em pistolas ou em submetralhadoras de policiais modernas. O laser mais usado em armas é o infravermelho.
Também são vendidos lasers de classes mais altas, no máximo classe IV que é de 500 W, para industria, corte de madeira, metais, soldadura, etc, mas não são apontadores.